# Mariame Kaba
Mariame Kaba é uma ativista americana, organizadora de base e educadora que defende a abolição do complexo industrial carcerário, incluindo todas as policias. Ela é autora de We Do This 'Til We Free Us (2021).

## Infância e educação
Mariame Kaba nasceu na cidade de Nova York, filha de pais que imigraram da Guiné e da Costa do Marfim. Ela cresceu no Lower East Side de Manhattan e frequentou o Lycée Français. Cresceu num contexto que ela escreve como nacionalista negro e coletivista.
Em 1995 ela se mudou para Chicago para estudar sociologia na Northwestern University.

## Carreira
Em Chicago, ela fundou a Chicago Freedom School, Rogers Park Young Women's Action Team (YWAT), Chicago Taskforce on Violence against Girls and Young Women, Chicago Alliance to Free Marissa Alexander, e We Charge Genocide (WCG). Em 2009, Kaba fundou a organização Project NIA, que defende o fim do encarceramento juvenil.
Kaba vê a abolição da prisão como o desmantelamento total da prisão e do policiamento ao mesmo tempo que desenvolve os serviços comunitários e se opõe à reforma do policiamento. Seu trabalho criou a estrutura para as organizações abolicionistas atuais, incluindo Black Youth Project 100, Black Lives Matter Chicago e Assata's Daughters.

### Escrita
Kaba manteve um blog, "Cultura carceraria dos EUA", a partir de 2010. Ela está ativa no Twitter com a conta @prisonculture.
Em 2012, ela escreveu Resistindo à Violência Policial no Harlem, um panfleto histórico detalhando o policiamento e a violência no Harlem.
Em março de 2018, ela escreveu Lifting As They Climbed: Mapping A History Of Black Women on Chicago's South Side com Essence McDowell. Iniciado em 2012, o livro foi escrito como um guia que mapeia a história das influentes mulheres negras que contribuíram para o desenvolvimento de Chicago durante os séculos XIX e XX.
Em 2021, ela publicou We Do This 'Til We Free Us with Haymarket Books. Estreou no nono lugar na lista de bestsellers do The New York Times para brochuras de não-ficção. Em uma resenha para o Chicago Reader, Ariel Parrella-Aureli o descreveu como "uma coleção de palestras, entrevistas e trabalhos anteriores que podem servir como uma cartilha inicial sobre a abolição do PIC [complexo industrial da prisão] e construção de comunidade enraizada na justiça transformadora". Kaba estava relutante em escrever o livro, mas os protestos em massa no verão de 2020 a persuadiram, no interesse de emprestar suas ferramentas de ação coletiva para organizadores iniciantes.

## Projetos antiviolência
- A World Without Prisons Art Exhibit[21] com curadoria do Project NIA e do Free Write Jail Arts & Literacy Program.[22]
- Projeto de pôsteres restaurativos[23][24]
- Co-curadoria de No Selves to Defend.[25]
- Co-curadoria de Blood at the Root - Desenterrando as histórias de violência do Estado contra mulheres e meninas negras.[26][27][28]
- Co-curadoria de Making Niggers: Demonizing and Distorting Blackness[29]
- Co-curadoria de Black / Inside. Black / Inside: Uma História de Cativeiro e Confinamento na Exposição de Arte dos EUA em exibição na African American Cultural Center Gallery[30]

## Publicações
- Kaba, Mariame (2012). «An (Abridged) History of Resisting Police Violence in Harlem» (PDF). Consultado em 8 de junho de 2020
- Kaba, Mariame (12 de junho de 2020). «Opinion | Yes, We Mean Literally Abolish the Police». The New York Times (em inglês). ISSN 0362-4331. Consultado em 8 de julho de 2020
- Kaba, Mariame (28 de dezembro de 2015). «All of Chicago – not just its police – must see systemic change to save black lives | Mariame Kaba». the Guardian. Consultado em 24 de julho de 2018
- «For blacks, America is dangerous by default». Washington Post. Consultado em 24 de julho de 2018
- Kaba, Mariame (2 de maio de 2018). «Why I'm Raising Money to Build an Ida B. Wells Monument». Huffington Post. Consultado em 24 de julho de 2018
- Kaba, Mariame; Smith, Andrea; Adelman, Lori; Gay, Roxane. «Where Twitter and Feminism Meet | The Nation». The Nation. ISSN 0027-8378. Consultado em 24 de julho de 2018
- «How to Repair the Criminal Justice System». Vice.com. 5 de outubro de 2015. Consultado em 24 de julho de 2018
- "To Live and Die in "Chiraq."" The End of Chiraq: A Literary Mixtape. Eds Javon Johnson and Kevin Coval. Northwestern University Press.[31]
- "Bresha Meadows Returns Home After Collective Organizing Efforts." Teen Vogue.[32]
- "For Mother's Day, Activists Are Bailing Black Mamas out of Jail." Broadly.[33]
- Foreword, As Black As Resistance: Finding the Conditions for Liberation, by Zoé Samudzi and William C. Anderson. AK Press. 2018.[34]